# Rick Dangerous
A Rick Dangerous egy a Core Design által fejlesztett platformjáték, melyet a MicroProse adott ki 1989-ben "Firebird Software" név alatt az Egyesült Királyságban és "MicroPlay" néven az Amerikai Egyesült Államokban. A játék vegyes, de inkább pozitív kritikákat kapott és egy második rész is követte 1990-ben Rick Dangerous 2 néven.

## Alaptörténet
Rick Dangerous, azaz a játék főhősének karaktere Indiana Jones (szereplő) filmbéli szerepén alapul, de a játék maga és a pályák csak lazán kapcsolódnak az eredeti történethez. A játékosnak meg kell találnia egy amazóniai törzset. Ez gyorsan sikerül, mert amikor a repülője lezuhan, éppen a dühös bennszülöttek közt találja magát és menekülni kényszerül. A játék legelején Rick Az elveszett frigyláda fosztogatói c. film ikonikus jelenetében találja magát, amikor is menekülnie kell egy óriási kőgolyó elől. A későbbiekben, az amazóniai őserdő után, Rick egy egyiptomi piramisban találja magát, végül pedig egy náci erődítményben. Minden szinten ellenségek és csapdák tömege állja Rick útját, mígnem a végén besurran egy titkos náci rakétabázisra.

## Játékmenet
| Szerző            | Értékelés                                                |
| ----------------- | -------------------------------------------------------- |
| ACE               | 890/1000 (Amiga) (Amiga újra-kiadás)                     |
| Amiga Format      | 89% (Amiga)                                              |
| Amiga Power       | (Amiga)                                                  |
| Amstrad Action    | 83% (Amstrad)                                            |
| Crash             | 81% (Spectrum) 76% (Spectrum)                            |
| CVG               | 87% (Spectrum) 87% (Amiga) 87% (C64) 87% (ST)            |
| Sinclair User     | 85% (Spectrum) 84 (Spectrum, újra-kiadás) 79% (Spectrum) |
| The Games Machine | 76% (Amstrad) 81% (C64) 78% (Spectrum)                   |
| Zzap!64           | 73% (C64)                                                |
| CU Amiga-64       | 84% (C64)                                                |
| Your Sinclair     | 78% (Spectrum) 70% (Spectrum újra-kiadás)                |

| Szerző         | Díj                 |
| -------------- | ------------------- |
| CVG            | C+VG Hit (Spectrum) |
| Amstrad Action | AA Rave! (Amstrad)  |

A Rick Dangerous több mint 100 képernyőn vezeti végig a játékost, egyetlen pisztollyal és dinamitokkal. A világ különböző pontjain lévő helyszínekről kell összegyűjteni az ereklyéket. Számtalan rejtett akadály és ellenség nehezíti dolgunkat. Lőhetünk, vagy dinamitot használhatunk, de csak módjával, mert szűkös a muníció. "A megfogyatkozott töltényeket és dinamitokat a játékban helyenként megtalálható kis fegyveres ládák felvételével lehet pótolni." A képernyőn "balra fent van a pontszám, mellette a töltények, még mellette pedig a dinamitok száma. A jobb felső sarokban a még meglévő életeket szimbolizáló kis kalapok kaptak helyet." Az Amiga, illetve Atari ST kiadások grafikája és zenéje szebb, mint a DOS-osé.

### Taktika
Az egyes képernyők teljesítéséhez módszeresség és kitartás kell, a csapdák működését, annak ütemét memorizálni kell és előre kalkulálni az elkerülésüket. A játék ugyanis nem könnyű, sőt egy idő után kifejezetten nehéz. A dinamitot okosan kell beosztani és a véges muníciót csak olyan esetekben használni, ahol a pisztoly – sima, egyenes vonalban – nem megoldás. Különféle kapcsolók, karok tarkítják az egyes szinteket, melyeket fel kell deríteni és használni liftek, fegyverek és egyéb szerkentyűk beindításához.

### Vezérlés
Lőni a tűzgomb lenyomása mellett felfelé nyomott joy-jal lehet, míg a dinamit lerakására a tűzgomb+lefelé páros alkalmazható. Haladni a joy jobbra, illetve balra rángatásával lehet. Felfelé nyomott kar az ugrást, míg a lefelé húzott a guggolást eredményezi. E két utóbbit természetesen lehet kombinálni az előző kettővel, és így irányítani tudjuk az ugrást, valamint guggolva haladhatunk. A guggolva haladás szűk alagutaknál elkerülhetetlen. Ha lenyomjuk a tűzgombot, és jobbra vagy balra húzzuk a joy-t, akkor Rick az adott irányba üt egyet. Az alkalmazható billentyűk: ZXOK és a SPACE.

## Fogadtatás
A ZX Spectrum kiadás a Your Sinclair hasábjain 78%-ot, míg a Computer and Video Games értékelése szerint 87%-ot kapott és utóbbi a "C+VG Hit" elismeréssel jutalmazta a "kitűnő platformjátékot".
A C64 verzió ennél kissé vegyesebb visszhangot váltott ki. Míg 84%-ot kapott a CU Amiga-64 magazintól, addig "csak" 73%-ot a Zzap!64-től. A Zzap!64 összegzésében kijelentette, hogy "játszható és mókás platform-stílusú játék, de nem sokkal több ennél."
Az Amstrad változatot 76%-ra tartotta a The Games Machine és 83%-ra az Amstrad Action magazin, mely utóbbi "AA Rave!" elismeréssel jutalmazta azzal a méltatással, hogy "nagyszerű akciójáték egy csomó feladvánnyal és sok humorral."
Az Amiga verzió 890 pontot ért az ACE cikkében és 89%-ot az Amiga Format ismertetőjében. Az Amiga Power ezekkel szemben és minden más recenziót túlszárnyalva keményen kritizálta a játékot és a folytatását is, felróva, hogy az egész nem más mint egy óriási memóriagyakorlat.
Az Atari ST kiadás pozitív fogadtatásban részesült. 88%-ot kapott a The One hasábjain és 87%-et a Computer and Video Games magazintól.

## Utóélet
2021. márciusában a két főből álló "Z-Team" programozói csapat bejelentette, hogy indul a 2022-es AmigameJam Amiga videójáték programozói versenyen a Rick Dangerous remake-jével AGA-chipsetes Amigákra. Az új változat Scorpion Engine fejlesztői környezetben készült és a végleges változatát 2023. március 20-án adták ki.